# Rhinocricus serratus
Rhinocricus serratus är en mångfotingart som beskrevs av Carl Graf Attems 1943. Rhinocricus serratus ingår i släktet Rhinocricus och familjen Rhinocricidae. Inga underarter finns listade i Catalogue of Life.